# Juice Robinson
Joseph Parker Robinson (nacido el 10 de abril de 1989 en Joliet, Illinois, Estados Unidos) es un luchador profesional estadounidense más conocido por su nombre en el ring Juice Robinson que trabaja actualmente para All Elite Wrestling, New Japan Pro-Wrestling e Impact Wrestling. Anteriormente, firmó con la WWE, donde luchó en sus territorios de desarrollo Florida Championship Wrestling (FCW) y NXT bajo el nombre de CJ Parker. 
Entre sus logros ha sido tres veces Campeón Peso Pesado de los Estados Unidos de IWGP, una vez Campeón en Parejas de la IWGP y una vez Campeón Mundial en Parejas de Impact con David Finlay. Fue el ganador del World Tag League (2019).

## Carrera

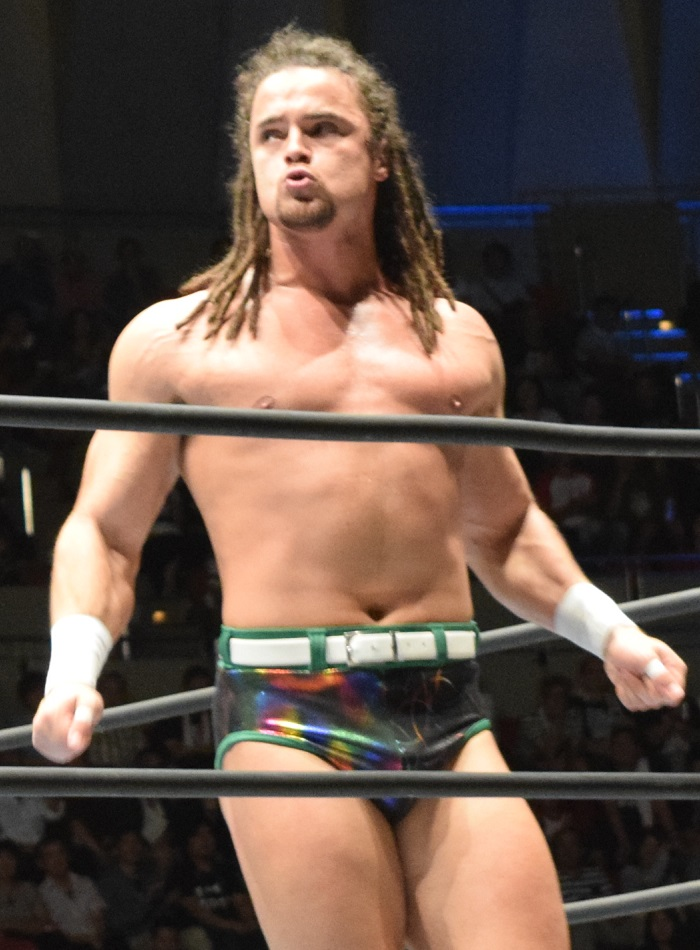
En el Salón Conmemorativo Mundial “DESTRUCCIÓN en KOBE”, Juice Robinson, el 27 de septiembre de 2015.

### Circuito independiente (2008-2011)
Robinson fue entrenado en la escuela de lucha House of Truth de Truth Martini. En 2008, debutó en la Independent Wrestling Association Mid-South (IWA) bajo el nombre de Juice Robinson , en un esfuerzo perdedor contra Jason Dukes. Compitió en un contendiente número uno del Campeonato Mundial Peso Mediano IWA Seven Team Royal Rumble, perdiendo ante Devon Moore y Nick Gage . Su último partido para IWA Mid-South fue una derrota en tres partidos contra Shane Hollister. Luego Robinson luchó por una variedad de promociones, incluida All American Wrestling (AAW), donde compitió sin éxito por el Campeonato AAW Tag Team dos veces (una vez con Mike Sydal como compañero y una vez con Kyle O'Reilly), Border City Wrestling (BCW), Chicago Style Wrestling (CSW) donde fue derrotado por Hammett y DreamWave Wrestling, donde desafió sin éxito tanto para el DreamWave Campeonato mundial en Parejas y DreamWave. Su último partido para DreamWave fue una victoria contra Colt Cabana.

### WWE (2011-2015)

#### Florida Championship Wrestling (2011–2012)
En 2011, Robinson firmó un contrato de desarrollo con WWE y fue enviado a Florida Championship Wrestling (FCW). El 7 de julio, hizo su debut bajo el nombre de CJ Parker y fue derrotado por Leo Kruger. Luego formó un equipo de etiqueta con Donny Marlow. En la grabación de FCW el 21 de julio, Parker y Donny Marlow derrotaron a Calvin Raines y Big E Langston para ganar el Campeonato FCW Florida Tag Team. En la grabación de FCW el 22 de septiembre, Parker y Marlow defendieron con éxito sus títulos contra Calvin Raines y James Bronson. Perdieron los campeonatos el 3 de noviembre ante el equipo de Brad Maddox y Briley Pierce. Después de perder los títulos, Parker y Marlow se disolvieron como equipo y pasaron a la competencia individual. El 26 de enero de 2012, Parker fue derrotado por Dean Ambrose. Luego compitió principalmente en lucha en parejas con una variedad de socios por el resto de su mandato en FCW, formando equipos con Jason Jordan y Mike Dalton hasta que FCW fue cerrado y reemplazado por NXT en agosto de 2012. Poco antes del cierre de la promoción Parker ganó el Florida Tag Team Championship por segunda vez, ganando el título con Jason Jordan en un evento en vivo.

#### NXT Wrestling (2012–2015)
En el episodio del 4 de julio de NXT, Parker se asoció con Nick Rogers en un esfuerzo perdedor contra Corey Graves y Jake Carter. Inicialmente fue utilizado como jobber en NXT y fue derrotado por personas como Roman Reigns y en un combate por equipos con Mike Dalton contra The Ascension, antes de sufrir una lesión que lo mantuvo fuera de acción durante varios días. Meses después, Parker regresó a NXT en julio de 2013 con un nuevo personaje de hippie, comenzando una disputa con Tyler Breeze que vio las dos victorias comerciales durante varios meses. Aunque pretende ser un face, Parker fue en gran medida impopular y fue convertido a heel por primera vez en su carrera en la WWE como consecuencia, ajustar su carácter a la de un eco-guerrero que reprendió a los aficionados para dañar el medio ambiente. Parker venció a Tye Dillinger en enero de 2014, pero luego no tuvo éxito, perdiendo contra estrellas principales como Antonio Cesaro, The Miz y The Great Khali, así como una derrota de Mojo Rawley en NXT Arrival.
Parker comenzó una pelea con Xavier Woods, derrotando a Woods dos veces en NXT antes de reanudar su racha perdedora contra Adrian Neville. En NXT TakeOver: Fatal 4-Way, Parker fue derrotado por Baron Corbin en el debut oficial de Corbin, y luego sufrió más derrotas ante Corbin y Breeze en las semanas siguientes antes de perder ante el debutante Kevin Owens en NXT TakeOver: R Evolution. Durante el combate, Parker rompió legítimamente la nariz de Owens con un golpe de palma, sufriendo una profunda herida en la mano. En el episodio del 18 de febrero de NXT, Parker intentó una protesta debido a que no apareció en NXT TakeOver: Rival. Sin embargo, fue atacado por el debutante Solomon Crowe. Su última aparición fue derrotado por Hideo Itami en el episodio del 22 de abril de NXT.
El 31 de marzo de 2015, se informó que Parker había abandonado WWE luego de solicitar su liberación de la compañía. WWE anunció más tarde que confirmó oficialmente su lanzamiento el 3 de abril de 2015.

### Regreso al circuito independiente (2015)
Se anunció que Parker lucharía en CZW Best of the Best XIV el 11 de abril de 2015, bajo el nombre de CJP. Llegó a las semifinales antes de ser derrotado por Mike Bailey. En julio de 2015, Robinson compitió por All Star Wrestling en el circuito de campamento de vacaciones, incluyendo shows en Butlins y formando un equipo de etiqueta con Sam Adonis. También luchó para otros grupos indy europeos, incluyendo International Pro Wrestling: Reino Unido. Robinson retiró el personaje de CJP a finales de agosto de 2015, volviendo al nombre de Juice Robinson.

### New Japan Pro-Wrestling (2015–presente)

#### 2015-2016
El 24 de agosto de 2015, New Japan Pro-Wrestling (NJPW) anunció que Parker estaría trabajando en la gira de Destruction del mes siguiente con su nombre de Juice Robinson. Hizo su debut el 4 de septiembre en un combate por equipos de seis hombres, donde él, Kota Ibushi y Tetsuya Naito fueron derrotados por Katsuyori Shibata, Tiger Mask y Togi Makabe. El 11 de octubre, NJPW anunció que Robinson había firmado un contrato con la promoción, convirtiéndose en un miembro de tiempo completo de su lista. Robinson pasó el resto de 2015 trabajando como un "Young lion" y en los combates en parejas, el 16 de diciembre tuvo su primera lucha enfrentando a su compañero Young Lion Jay White, a quien derrotó. Robinson participó en FantasticaManía. El 25 de febrero de 2016, Robinson participó en el primero de los shows de Lion's Gate en New Japan, donde fue derrotado por Katsuhiko Nakajima. El 20 de marzo, Robinson recibió su primera oportunidad por el título en NJPW, cuando él, Hiroshi Tanahashi y Michael Elgin desafiaron sin éxito a The Elite (Kenny Omega, Matt Jackson & Nick Jackson) por el Campeonato en Parejas 6-man NEVER de Peso Abierto. En King of Pro-Wrestling, Robinson luchó Tiger Mask W como Red Death Mask, un personaje basado en la serie de anime Tiger Mask W. A fines de 2016, Robinson participó en la World Tag League 2016 , trabajando en equipo con Hiroshi Tanahashi. Los dos terminaron el torneo con un récord de tres victorias y cuatro derrotas.

#### 2017-2018
El 4 de enero hizo su debut en wrestle kingdom 12 callendo derrotado ante cody quien hacia su debut en New Japan Pro-Wrestling(NJPW).El 5 de enero de 2017, Robinson obtuvo una gran victoria sobre el Campeón de Peso Abierto NEVER Hirooki Goto en un combate por equipo de diez hombres y luego indicó que quería una oportunidad para su título. Robinson recibió su oportunidad por el título el 5 de febrero en The New Beginning in Sapporo, pero fue derrotado por Goto. El 9 de abril en Sakura Genesis, Robinson obtuvo la mayor victoria de su carrera, inmovilizó a Tetsuya Naito en un combate por equipos de ocho hombres y luego lo desafió a un partido para el Campeonato Intercontinental de la IWGP. A principios de 2017, Robinson se convirtió en parte del stable llamado Taguchi Japan, como parte de lo que desafió sin éxito por el Campeonato en Parejas 6-man NEVER de Peso Abierto, primero el 11 de junio en Dominion 6.11 in Osaka-jo Hall y nuevamente el 20 de junio en Kizuna Road 2017.
El 1 de julio en G1 Special in USA, Robinson participó en un torneo para determinar al primer Campeón Peso Pesado de los Estados Unidos de la IWGP, pero fue eliminado por Zack Sabre Jr. en su primera ronda. Más tarde ese mes, Robinson entró en su primer torneo G1 Climax. El 5 de agosto, Robinson obtuvo una importante victoria sobre el ganador del G1 Climax 2016 y el Campeón Peso Pesado de los Estados Unidos de la IWGP Kenny Omega. Robinson llegó a terminar en la mitad inferior de su bloque con un récord de cuatro victorias y cinco derrotas. El 24 de septiembre en Destruction in Kobe, Robinson desafió sin éxito a Omega por el Campeonato Peso Pesado de los Estados Unidos de la IWGP. Al final del año, Robinson formó un equipo llamado "Death Juice" con el debutante Sami Callihan en la World Tag League 2017. El equipo terminó segundo en su bloque con un récord de cuatro victorias y tres derrotas, sin poder avanzar a la final. El 7 de julio en G1 Special: in San Francisco, Robinson derrotó a Jay White para ganar el Campeonato Peso Pesado de los Estados Unidos de la IWGP, siendo este su primer campeonato en NJPW. Él es también el primer estadounidense en tener ese campeonato.
El 30 de septiembre en Fighting Spirit Unleashed, Robinson perdió su Campeonato Peso Pesado de los Estados Unidos de la IWGP ante Cody concluyendo su reinado de 85 días.

#### 2019-presente
El 4 de enero en Wrestle Kingdom 13, derrotó a Cody para recuperar el Campeonato Peso Pesado de los Estados Unidos de la IWGP siendo el primer campeón con dos reinados.
El 1 de mayo de 2022 atacó a Hiroshi Tanahashi en el evento Wrestling Dontaku, uniéndose al Bullet Club cambiando a heel.

### Pro Wrestling Noah (2016)
Parker debutó en Pro Wrestling Noah el 22 de octubre de 2016, en un combate por equipos con Katsuyori Shibata, derrotando a Maybach Taniguchi y Go Shiozaki.

### Consejo Mundial de Lucha Libre (2017)
El 21 de junio de 2017, el Consejo Mundial de Lucha Libre (CMLL) anunció que Robinson participó en el Gran Premio Internacional 2017. El 18 de agosto de 2017, Robinson con Marco Corleone y Matt Taven derrotaron a Diamante Azul , Valiente y Volador Jr. en Arena México. El 26 de agosto, Robinson derrotó a Shocker en Arena Coliseo. El 1 de septiembre, Robinson fue eliminado del Gran Premio Internacional torneo cibernético  por Volador Jr. La gira mexicana de Robinson concluyó al día siguiente.

### Ring of Honor (2018-2019)
Robinson y David Finlay aparecieron en las grabaciones de televisión de Ring of Honor en el Center Stage en Atlanta, Georgia, y tenían a su lado a Tenille Dashwood, Mark Haskins, Tracy Williams y Bandido. Robinson anunció que el grupo se llamaría "Lifeblood" y que su objetivo era restablecer el honor a ROH. El Campeón Mundial de Honor Jay Lethal, saldría para enfrentar al nuevo grupo y Robinson desafió a Lethal a conseguir cuatro compañeros de equipo y competir con Lifeblood en un partido de 10 hombres.
Sin embargo, dejó ROH en junio. Según Dave Meltzer, Robinson quería centrarse en su carrera en Japón y no estaba contento de trabajar con ROH.

### Impact Wrestling (2021-presente)
El 13 de febrero de 2021 en No Surrender, se emitió un paquete de video promocionando a Robinson junto con su compañero de equipo David Finlay (conocido colectivamente como FinJuice) llegando a Impact Wrestling como parte de una asociación entre Impact! y New Japan Pro-Wrestling. Luego se anunció en las redes sociales que FinJuice aparecería en el Impact de esa semana.

## Vida personal
Robinson es un buen amigo del también luchador de NJPW, David Finlay, y actuó como padrino de boda en su boda en mayo de 2018. En junio de 2020, se reveló que Robinson estaba saliendo con la superestrella de AEW, Toni Storm, el cual el 30 de septiembre del 2021, se comprometieron en matrimonio y cuyo enlace esta previsto para principios del 2022.

## En lucha

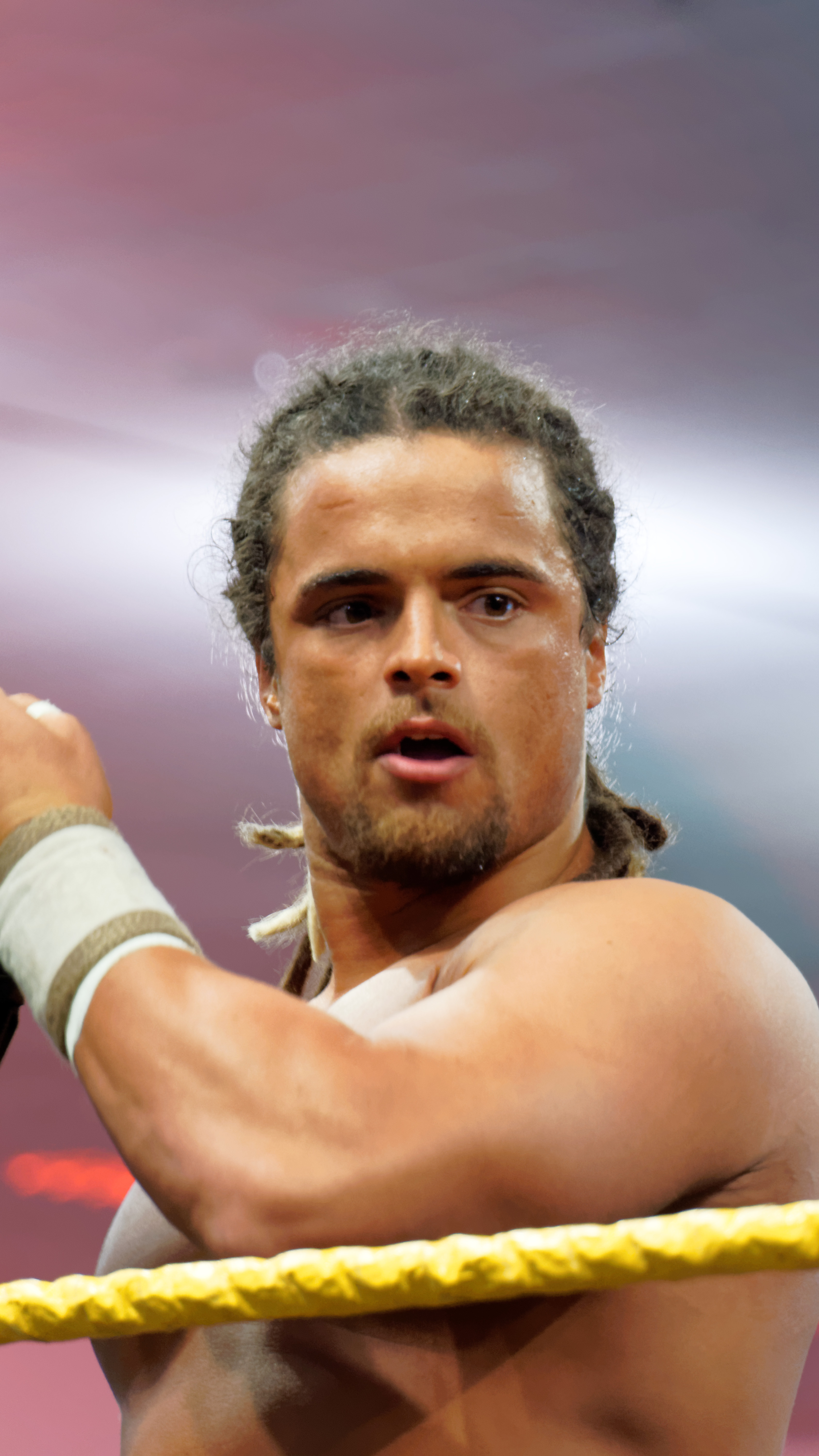
CJ Parker en WrestleMania XXX Axxxess

- Movimientos finales
  - Fireman's carry samoan drop
  - Juice is Loose[16] (Snap front facelock drop)
  - Pulp Friction (Jumping inverted double underhook facebuster)[16][17][18] – 2016-presente
  - Sgt. Pepper's Lonely Hearts Clutch[19] (Back mounted cobra clutch) – 2016
  - The Taste (Jumping heel kick)
- Movimientos de firma
  - Back kick to a running opponent
  - Cannonball
  - Diving headbutt drop
  - Double high knee to an opponent on the turnbuckle
  - Falling inverted DDT
  - Falling powerbomb
  - Fireman's carry double knee gutbuster
  - Full nelson slam
  - Jumping lariat
  - Left handed punch
  - Senton
  - Spinebuster
- Apodos
  - "Moonchild"[20]
  - "The Funky One"
  - "Rosa"[21]
  - "Heart and Honor"[22]
  - "The Flamboyant"

## Campeonatos y logros
- All Elite Wrestling
  - Dynamite Dozen Battle Royal (2023)

- Florida Championship Wrestling/FCW
  - FCW Florida Tag Team Championship (2 veces) - con Jason Jordan (1) y Donny Marlow (1)

- Impact Wrestling
  - Impact World Tag Team Championship (1 vez) – con David Finlay

- New Japan Pro-Wrestling/NJPW
  - IWGP United States Heavyweight Championship (3 veces)
  - IWGP Tag Team Championship (1 vez) – con David Finlay
  - World Tag League (2019) – con David Finlay

- Pro Wrestling Illustrated
  - Situado en el Nº326 en los PWI 500 de 2012[23]
  - Situado en el Nº193 en los PWI 500 de 2014[24]
  - Situado en el Nº219 en los PWI 500 de 2017[25]
  - Situado en el Nº167 en los PWI 500 de 2018[26]
  - Situado en el Nº32 en los PWI 500 de 2019[27]
  - Situado en el Nº201 en los PWI 500 de 2020[28]
  - Situado en el Nº285 en los PWI 500 de 2021[29]
  - Situado en el Nº217 en los PWI 500 de 2022[30]
  - Situado en el Nº142 en los PWI 500 de 2023[31]

- Wrestling Observer Newsletter
  - Lucha 5¼ estrellas (2023) con Jay White vs. FTR (Cash Wheeler & Dax Harwood) en Collision el 15 de julio